# Tsingtao Express
La Tsingtao Express è una nave portacontainer battente bandiera tedesca registrata ad Amburgo di proprietà della Hapag-Lloyd, una delle più grandi compagnie crocieristiche e di trasporti navali al mondo; appartiene alla classe Colombo Express.

## Caratteristiche
La Tsingtao Express è lunga 335,47 m, larga 42,80 m e ha un pescaggio di 14,61 m. Questo bastimento ha un design a doppio fondo che le conferisce una capacità di carico di 8749 TEU, 730 dei quali possono essere container refrigerati. Venne completata e battezzata il 26 aprile 2007.
La nave è alimentata da un motore MAN B&W a due tempi con 12 cilindri, in grado di produrre 93.323 CV fornendo l'energia necessaria alla propulsione di un'elica a passo fisso. La nave era originariamente costruita con cinque generatori ausiliari. Due da 4.267 kW, uno da 2.454 kW, uno da 4.000 kW e uno da 1.867 kW.